# خرق بيانات الحكومة الفيدرالية الأمريكية 2020
خرق بيانات الحكومة الفيدرالية الأمريكية في عام 2020 اخترق هجوم إلكتروني كبير شنته مجموعة مدعومة من حكومة أجنبية آلاف المنظمات على مستوى العالم بما في ذلك أجزاء متعددة من الحكومة الفيدرالية للولايات المتحدة، مما أدى إلى سلسلة من خروقات البيانات. تم الإبلاغ عن الهجوم الإلكتروني وخرق البيانات ليكونا من بين أسوأ حوادث التجسس الإلكتروني التي تعرضت لها الولايات المتحدة على الإطلاق، بسبب الحساسية والشهرة الكبيرة للأهداف والمدة الطويلة ثمانية إلى تسعة أشهر التي تمكن المتسللون من الوصول إليها. في غضون أيام من اكتشافه تم الإبلاغ عن تأثر ما لا يقل عن 200 منظمة حول العالم بالهجوم، وقد يكون بعضها قد تعرض لانتهاكات في البيانات. ومن المنظمات المتأثرة في جميع أنحاء العالم الناتو وحكومة المملكة المتحدة والبرلمان الأوروبي ومايكروسوفت وغيرها.
تم الإبلاغ عن الهجوم الذي لم يتم اكتشافه لعدة أشهر لأول مرة علنًا في 13 ديسمبر 2020، وكان معروفًا في البداية أنه أثر فقط على وزارة الخزانة الأمريكية والإدارة الوطنية للاتصالات والمعلومات، وجزئيًا وزارة التجارة الأمريكية. في الأيام التالية أبلغ المزيد من الإدارات والمنظمات الخاصة عن حدوث انتهاكات.
بدأت الهجمة الإلكترونية التي أدت إلى الخروقات في موعد أقصاه مارس 2020. استغل المهاجمون برامج أو أوراق اعتماد من ثلاث شركات أمريكية على الأقل: مايكروسوفت وسولار ويندز وفي إم وير. قدم هجوم سلسلة التوريد على الخدمات السحابية لـ مايكروسوفت طريقة واحدة للمهاجمين لخرق ضحاياهم، اعتمادًا على ما إذا كان الضحايا قد اشتروا تلك الخدمات من خلال موزع. قدم هجوم سلسلة التوريد على برنامج أوريون الخاص بـ سولار ويندز والمستخدم على نطاق واسع في الحكومة والصناعة وسيلة أخرى، إذا استخدم الضحية هذا البرنامج. سمحت العيوب في منتجات مايكروسوفت وفي إم وير للمهاجمين بالوصول إلى رسائل البريد الإلكتروني والوثائق الأخرى، وأداء مصادقة موحدة عبر موارد الضحايا عبر البنية التحتية لتسجيل الدخول الفردي.
بالإضافة إلى سرقة البيانات تسبب الهجوم في إزعاج مكلف لعشرات الآلاف من عملاء سولار ويندز، الذين اضطروا للتحقق مما إذا كان قد تم اختراقهم، واضطروا إلى إيقاف تشغيل الأنظمة والبدء في إجراءات إزالة التلوث التي تستغرق شهورًا كإجراء احترازي. وصف السناتور الأمريكي ريتشارد جيه دوربين الهجوم الإلكتروني بأنه بمثابة إعلان حرب. التزم الرئيس دونالد ترامب الصمت لعدة أيام بعد الهجوم، قبل أن يلمح إلى أن الصين وليس روسيا ربما تكون مسؤولة عنه، وأن «كل شيء تحت السيطرة». قم بدخول الى المخابرات #مجاناً

## المسؤولية

### استنتاجات المحققين
قالت شركة سولار ويندز إنها تعتقد أن إدخال البرامج الضارة في أوريون تم تنفيذه بواسطة دولة أجنبية. يُشتبه في أن القراصنة الذين ترعاهم روسيا هم المسؤولون. صرح المسؤولون الأمريكيون أن المجموعات المحددة المسؤولة هي على الأرجح خدمة المخابرات الخارجية أو كوزي بير (المعروف أيضًا باسم APT29). أعطت فير آي المشتبه بهم اسم العنصر النائب UNC2452، أطلقت عليهم شركة الاستجابة للحوادث فوليكسيتي اسم "Dark Halo". في 23 ديسمبر 2020 قال الرئيس التنفيذي لشركة فير آي إن روسيا هي الجاني المحتمل وأن الهجمات كانت «متسقة للغاية» مع خدمة المخابرات الخارجية. يقدم أحد الباحثين الأمنيين تاريخ التشغيل المحتمل 27 فبراير 2020 مع تغيير كبير في الجانب في 30 أكتوبر 2020.
في يناير 2021، قالت شركة الأمن السيبراني كاسبرسكي لاب إن صنبورست يشبه البرنامج الضار كازوار، الذي يُعتقد أنه تم إنشاؤه بواسطة تورلا، تورلا مجموعة معروفة منذ عام 2008 أن المخابرات الإستونية مرتبطة سابقًا بالفيدرالية الروسية لخدمة الأمن.

### تصريحات المسؤولين الأمريكيين
في 22 أكتوبر 2020 حددت سيسا ومكتب التحقيقات الفيدرالي مهاجم Microsoft zerologon على أنه Berserk Bear، وهي مجموعة ترعاها الدولة يعتقد أنها جزء من جهاز الأمن الفيدرالي الروسي.
في 18 ديسمبر قال وزير الخارجية الأمريكي مايك بومبيو إن روسيا مسؤولة «بوضوح تام» عن الهجوم الإلكتروني.
في 19 ديسمبر تحدث الرئيس الأمريكي دونالد ترامب علنًا عن الهجمات للمرة الأولى، مشيرًا دون دليل إلى أن الصين وليس روسيا قد تكون هي المسؤولة. في اليوم نفسه قال السناتور الجمهوري ماركو روبيو القائم بأعمال رئيس لجنة المخابرات بمجلس الشيوخ إنه «من الواضح بشكل متزايد أن المخابرات الروسية نفذت أخطر اختراق إلكتروني في تاريخنا».
في 20 ديسمبر قال السناتور الديمقراطي مارك وارنر الذي أطلع مسؤولي المخابرات على الحادث «كل المؤشرات تشير إلى روسيا».
في 21 ديسمبر 2020 قال المدعي العام وليام بار إنه يتفق مع تقييم بومبيو لأصل الاختراق الإلكتروني وأنه «يبدو بالتأكيد أنهم الروس»، بما يتناقض مع ترامب.
في 5 يناير 2021 أكد كل من وكالة الأمن السيبراني وأمن البنية التحتية ومكتب التحقيقات الفيدرالي ووكالة الأمن القومي ومكتب مدير المخابرات الوطنية أنهم يعتقدون أن روسيا هي الجاني المحتمل.

### إنكار التورط
قالت الحكومة الروسية إنها غير متورطة.
وقالت وزارة الخارجية الصينية في بيان «تعارض الصين بشدة وتكافح أي شكل من أشكال الهجمات الإلكترونية والسرقة الإلكترونية».

### مبادرة مايكروسوفت
أعلنت شركة مايكروسوفت أنها ستنفق ما يصل إلى 20 مليار دولار أمريكي على مدى 5 سنوات في مجال الأمن السيبراني، كجزء من استجابتها للهجوم الإلكتروني. وقالت الشركة إنها ستوسع برامجها الخاصة بكشف الثغرات ومشاركة المعلومات مع الحكومات والعملاء. كما ستعيد تصميم منتجاتها لجعلها أكثر أمانًا بشكل افتراضي. أظهر هذا الالتزام المالي الكبير مدى خطورة الهجوم بالنسبة لشركات التكنولوجيا.